# سيد تاج الدين
سيد تاج‌ الدين هي قرية في مقاطعة خوي، إيران. عدد سكان هذه القرية هو 2,490 في سنة 2006.